# 11943 Девідгартлі
11943 Девідгартлі (11943 Davidhartley) — астероїд головного поясу, відкритий 20 липня 1993 року.
Тіссеранів параметр щодо Юпітера — 3,228.